# 宋存德
宋存德（1533年—？），字惟一，號育斋，南京錦衣衛軍籍，蘇州府吳縣人，明朝政治人物。

## 生平
隆慶元年（1567年）丁卯科應天府鄉試第九十五名舉人。隆慶五年（1571年）中式辛未科會試第二百二十名，三甲第二百零一名進士。礼部觀政，授安丘知县，萬曆二年（1574年）降为浙江按察司知事，升沈丘知县，六年升南京工部主事，九年升刑部员外郎，再升礼部郎中，十一年升福建按察司佥事，卒于官。

## 家族
曾祖宋賢；祖父宋應翔；父宋溥，通判。母楊氏。